# قديس شفيع حسب المجموعة العرقية
اتخذت عدد من الشعوب المسيحية من بعض القديسين رعاة لهم منهم:

## أوروبا
- الأندلسيون: يوحنا الافيلي.[1]

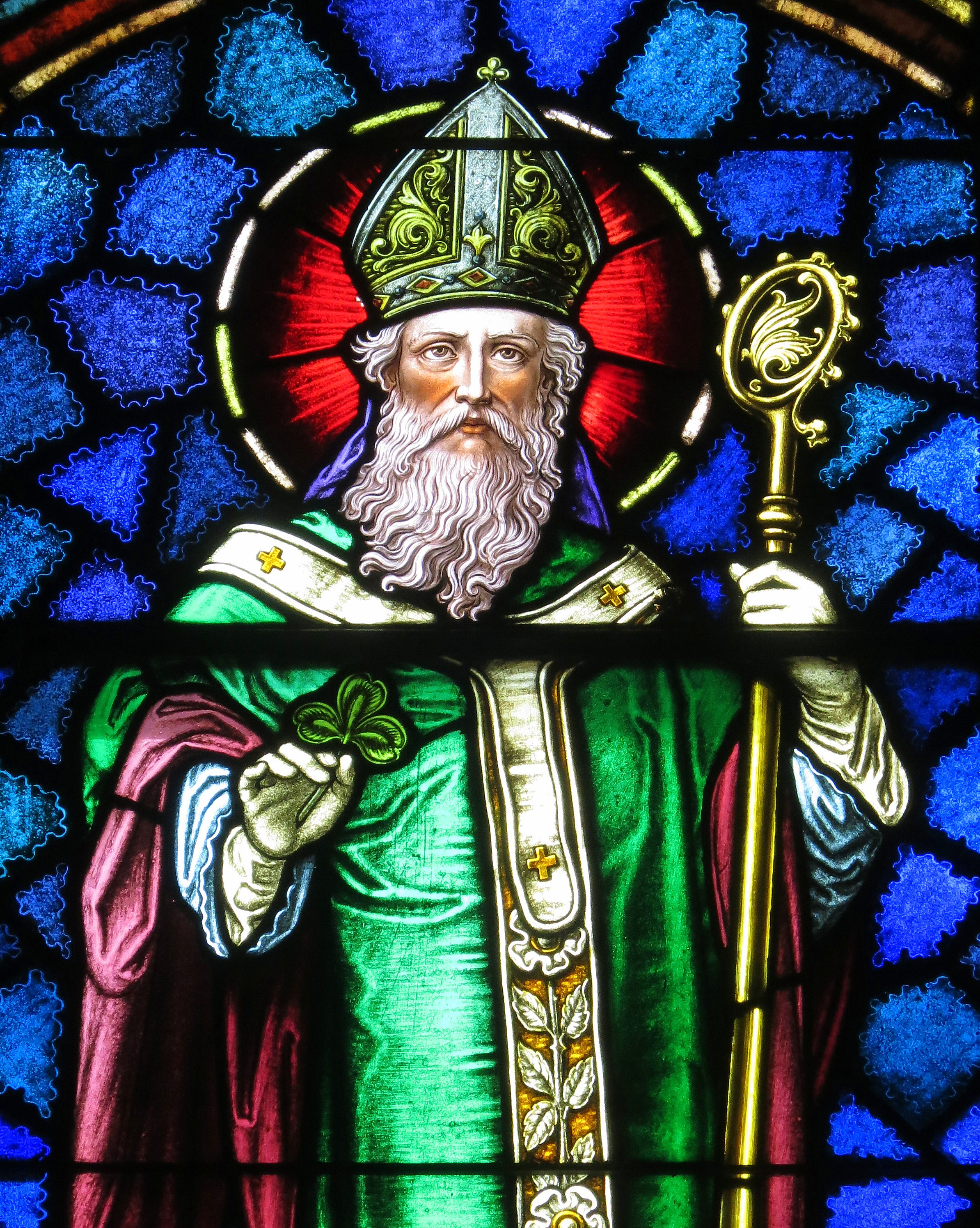
القديس باتريك شفيع وراعي الشعب الأيرلندي.

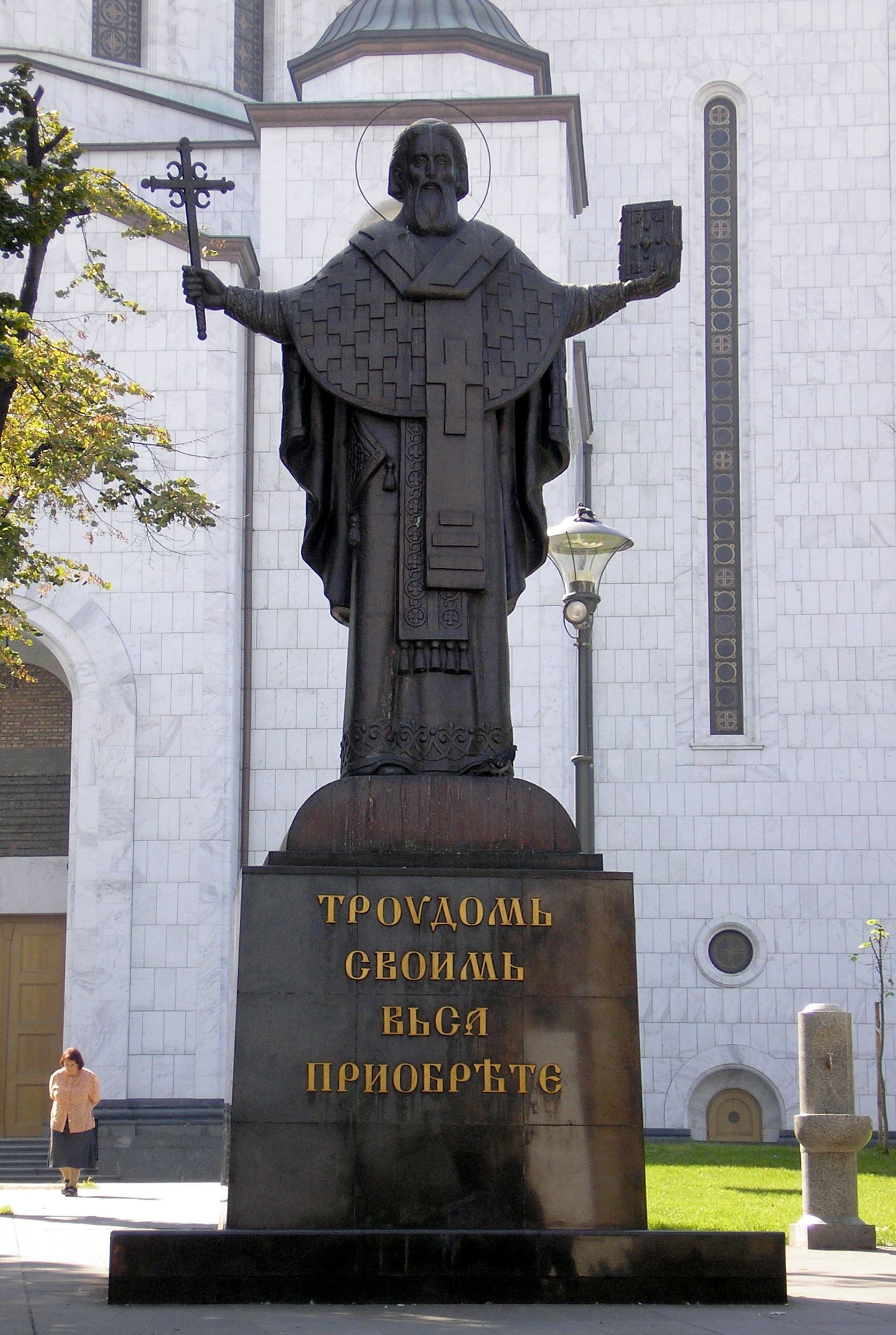
القديس سافا شفيع وراعي الشعب الصربي.

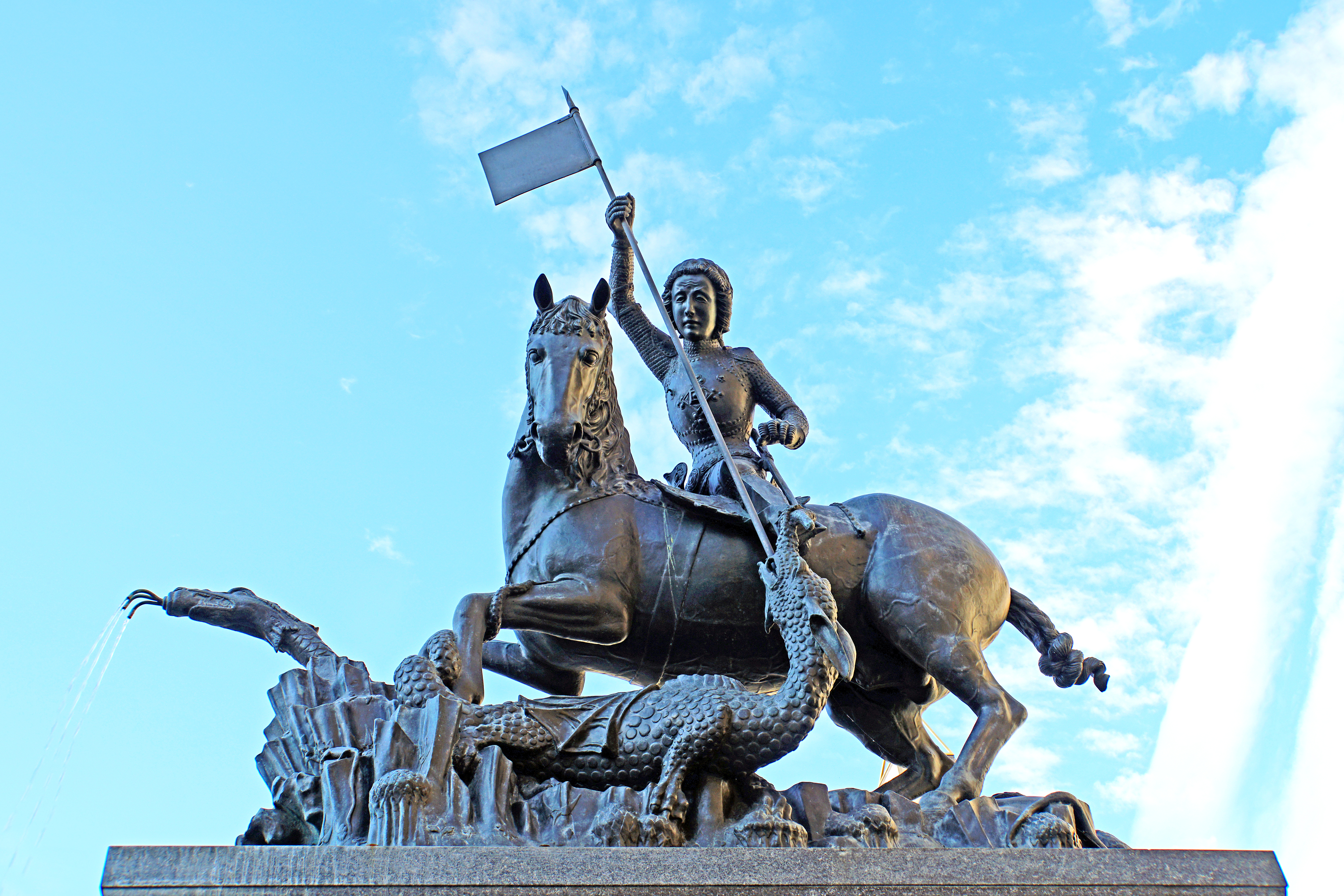
القديس جرجس شفيع وراعي الشعب الكتالاني والإنجليزي.

- النمساويون: ليوبولد الطيب،[2] ويوسف النجار.
- البوسنيون: إيليا.[3]
- الباسكيون: إغناطيوس دي لويولا.[4]
- البلغار: يوحنا من ريلا.
- الكناريون: بيدرو دي بيتانكور[5] وعذراء كانديلاريا.[6]
- الكتالان: جرجس.
- الكورنيون: القديس بيران.
- الكروات: القديس يوسف.[7]
- التشيك: وينسلاوس الأول دوق بوهيميا.
- الدنماركيون: كنوت الرابع.
- الهولنديون: فليبرورد.
- الإنجليز: جرجس.[8]
- الفنلنديون: الأسقف هنريك.[9]
- الفرنسيون: جان دارك.[8]
- الفلمنك: القديسة والبورغا.
- الجلالقة: يعقوب بن زبدي.
- الألمان: رئيس الملائكة ميخائيل.
- اليونانيون: نقولا.[10]
- المجريون: ستيفين الأول ملك المجر.[11]
- الأيرلنديون: القديس باتريك.[8]
- الطليان: فرنسيس الأسيزي وكاترينا من سيينا.[12]
- الليتوانيون: القديس كازيمير.
- المقدونيون: كليمنت الأوخريدي.[13][14]
- المالطيون: بولس الطرسوسي.
- الموناكيون: ديفوتا.
- النرويجيون: أولاف الثاني.
- البولنديون: ستانيسلاوس كوستكا.[8]
- البرتغاليون: أنطونيو من لشبونة.[8][15]
- الرومانيون: أندراوس.
- الغجر (شعب الروما): القديسة سارة،[16] وسيفيرينو جيمينيز مالا.[17]
- الروس: أندراوس.[18]
- الإسكتلنديون: أندراوس.[8]
- الصرب: القديس سافا.[19]
- الصقليون: القديسة روزاليا وأغاثا الصقلية.
- الإسبان: يعقوب بن زبدى.
- السويديون: بريجيت السويدية.
- الأوكرانيون: فلاديمير الأول.[20]
- الوالون: الملاك ميخائيل.[21]
- الغاليون: ديوي.[8]

## أفريقيا

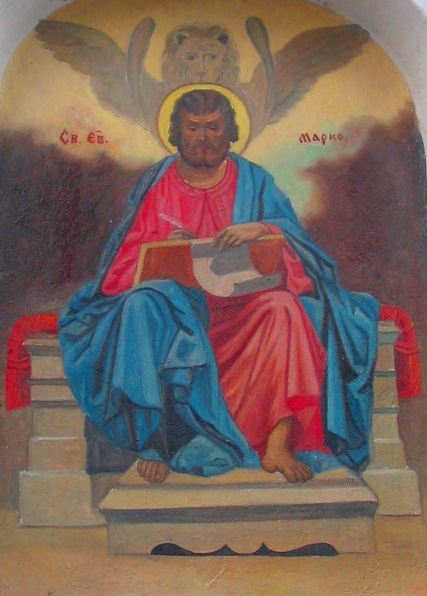
القديس مرقس شفيع وراعي الأقباط.

- الأمهره: جرجس.
- الأمازيغ: قبريانوس القرطاجي.[22][23]
- الأقباط: مرقس.[24]

## آسيا
- العرب: سركيس وباخوس.[25]
- الأرمن: غريغوريوس المستنير.[26]

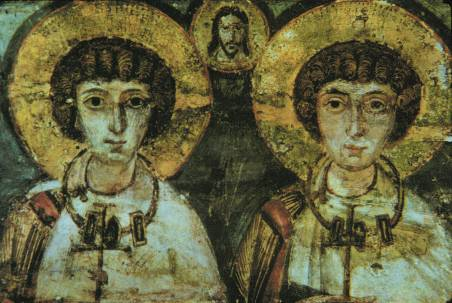
سركيس وباخوس رعاة العرب.

- الآشوريون/السريان/الكلدان: أفرام السرياني،[27] والقديس زايا، آداي وماري الرسول.[28]
- شعب البيكولانو: سيدة بينافرانسيا.
- الصينيون الفلبينيون: لورينزو رويز.
- الجورجيون: جرجس.[29]
- اللبنانيون: مار شربل، ورفقا ونعمة الله الحرديني.[30]
- الموارنة: مار مارون.[31]
- البانغاسينون: سيدة مانوناغ.[32]
- الفُرس: آداي وماري الرسول.[28]
- مسيحيو مار توما: توما.[33]
- السريان/الآراميون: أفرام السرياني.[27]
- الأتراك: يوحنا بن زبدي.[34]

## الأمريكتان
- الأرجنتينيون: سيدة لوخان.
- التشيليون: سيدة جبل الكرمل.[37]

السيدة غوادالوبي راعية وشفيعة المكسيكيون.

- الفرنسيون الكنديون: يوحنا المعمدان.
- الكولومبيون: بيتر كليفر.
- الكوبيون: سيدة المحبة.[38][39]
- الشعوب الأصلية في الأمريكتين: خوان دييغو.
- المكسيكيون: السيدة غوادالوبي.[40][35][36]
- البيروفيون: روزا من ليما.
- الأمريكيون الأوروبيون: الحبل بلا دنس.
- الأمريكيون الأفارقة: بنديكت الموري.[41]